# آزمایش محصول
آزمایش محصول (به انگلیسی: Product testing)، همچنین به نام آزمایش مصرف کننده یا آزمایش مقایسه ای، فرایند اندازه‌گیری ویژگی‌ها یا عملکرد محصولات است.
دیدگاه این است که از زمان ظهور تولید انبوه، تولیدکنندگان محصولات برند تولید می‌کنند که در برخی از استانداردهای فنی آن‌ها ادعا و تبلیغ می‌کنند.
آزمایش محصول با هدف اطمینان از اینکه مصرف کنندگان می‌توانند درک کنند چه محصولاتی برای آن‌ها کار خواهد کرد و کدام محصول بهترین ارزش را دارد، انجام می‌شود. آزمایش محصول استراتژی برای افزایش حمایت از مصرف کنندگان با بررسی ادعاهای ارائه شده در استراتژی‌های بازاریابی مانند تبلیغات است که به موجب ماهیت آن‌ها منافع سازمانی است که توزیع خدمات را انجام می‌دهد و لزوماً به نفع مصرف‌کننده نیست. ظهور آزمایش محصول آغاز جنبش مدرن مصرف‌کننده بود.
آزمایش محصول ممکن است توسط سازنده، یک آزمایشگاه مستقل، یک سازمان دولتی و غیره انجام شود. اغلب روش آزمایش رسمی موجود به عنوان پایه ای برای آزمایش استفاده می‌شود. دیگر وقت مهندسین روش‌هایی را برای تست در نظر می‌گیرند که برای هدف خاص مناسب هستند. آزمایش‌ها مقایسه ای چندین نمونه تکراری از محصولات مشابه را به شرایط آزمایش مشابه می‌دهد.

## اهداف
آزمایش محصول ممکن است اهداف مختلفی داشته باشد، از قبیل:
- تعیین یا تأیید الزامات مشخصات، مقررات یا قرارداد مشخص شده
- تصمیم‌گیری در مورد برنامه مسیر توسعه محصول جدید: نشان دادن اثبات مفهوم
- ارائه داده‌های استاندارد برای دیگر توابع علمی، مهندسی و تضمین کیفیت
- تأیید اعتبار برای استفاده نهایی
- ارائه مبنایی برای ارتباطات فنی
- ارائه یک روش فنی برای مقایسه چندین گزینه
- ارائه شواهد موجود در پرونده‌های قانونی: مسئولیت محصول، اختراعات، ادعاهای محصول و غیره
- کمک به حل مشکلات با محصول فعلی
- کمک به شناسایی هزینه‌های احتمالی در محصولات

آزمایش محصول می‌تواند مورد استفاده قرار گیرد برای:
- قرار دادن محصول در معرض تنش و دینامیک مورد انتظار در استفاده
- بازسازی انواع آسیب به محصولات موجود در حین استفاده مصرف کننده
- کنترل یکنواختی تولید محصولات یا اجزاء

آزمایش طول عمر نور الکتریکی و آزمایش روشنایی
آزمايشگاه تست تلويزيون
تست محصول هدفون در یک اتاق بی صدا

## اصطلاح
آزمایش محصول فرایندهایی می‌باشد  که با استفاده از آن محقق عملکرد، ایمنی، کیفیت و انطباق با استانداردهای تعیین شده را اندازه‌گیری می‌کند. عنصر اصلی که یک برنامه آزمایش مقایسه ای را تشکیل می‌دهد، این است که محقق می‌تواند آزمایش‌ها را  مستقل از تولید کنندگان، تأمین کنندگان و بازاریابان محصولات انجام دهد.

## تاریخچه
با افزایش صنعتی شدن، تولیدکنندگان مختلف برای به حداکثر رساندن بهره وری صنعتی شروع به جستجوی مفاهیمی از آنچه که در حال حاضر به عنوان تولید ناب مورد استفاده قرار می‌گیرند، کردند که شامل روند تولید کالاهای با مشخصات خاص و مطابق با استانداردهای تولید بود.

## وظایف

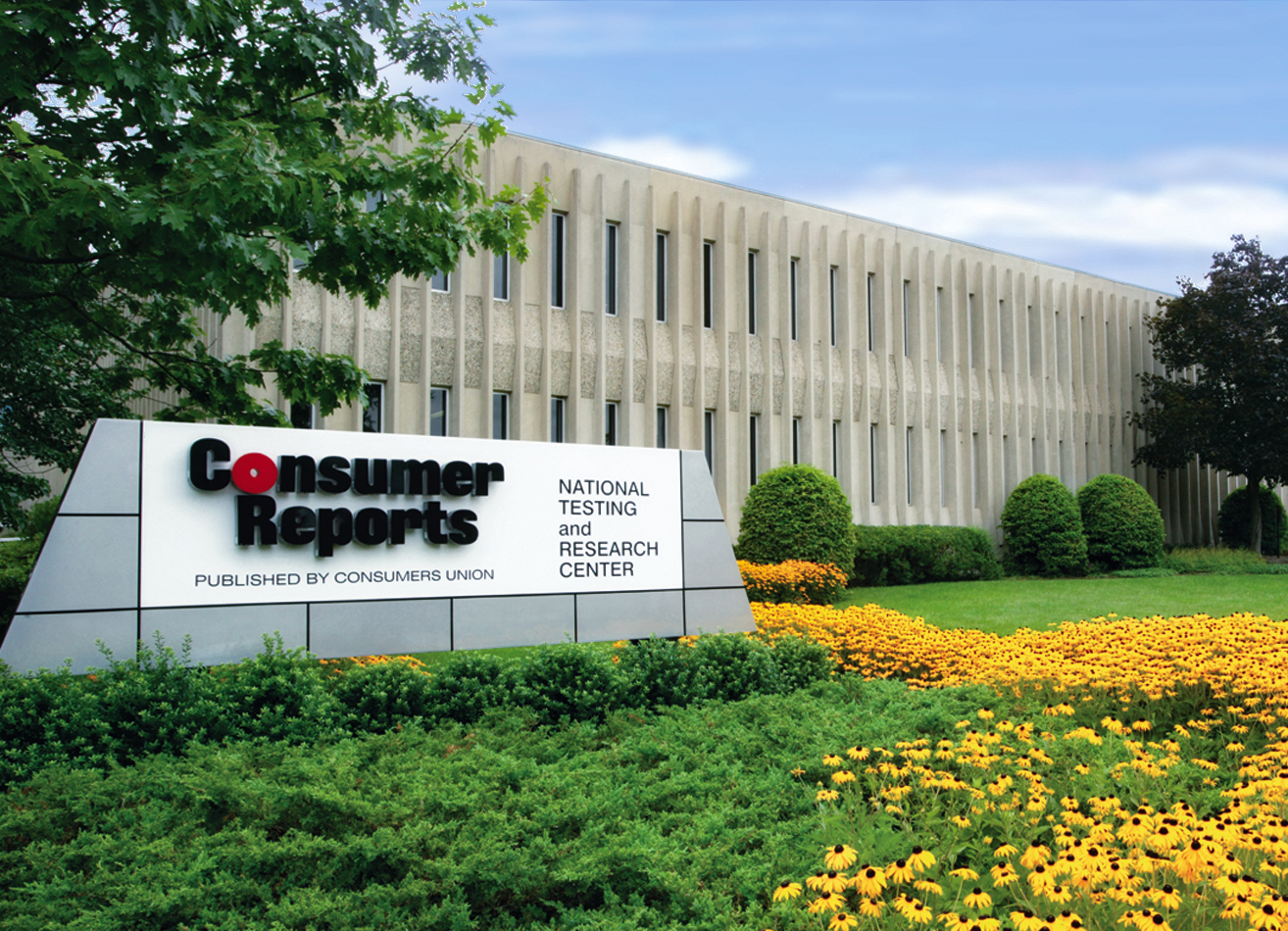
آزمایش محصول

### وظیفه دولت
معمول‌ترین وظیفه دولت در آزمایش محصول وضع قوانین برای ایجاد محصولات با هدف اطمینان از اینکه تولید کنندگان محصولات فروشی را به دقت توصیف می‌کنند و آن محصولات برای استفاده مصرف کنندگان ایمن باشد، می‌باشد . قانونگذاران معمولاً تنظیم مقررات دولتی را زمانی که سیستم داوطلبانه صنعت نمی‌تواند یا نمی‌تواند یک مشکل جدی را حل کند. استانداردهای دولتی تقریباً همیشه دقیق تر از استانداردهای داوطلبانه هستند و تقریباً همیشه هدف کاهش خطر را دارند. اکثر دولت‌ها مسئولیت تست محصول را بر تولیدکننده می‌گذارند.

## منبع
- مشارکت‌کنندگان ویکی‌پدیا. «Product testing». در دانشنامهٔ ویکی‌پدیای انگلیسی، بازبینی‌شده در ۱۶ مهٔ ۲۰۲۱.